# Хуан Агілера (тенісист)
Хуан Агілера (ісп. Juan Aguilera; 22 березня 1962, Барселона — 25 березня 2025, там само) — іспанський тенісист. Найвищу одиночну позицію світового рейтингу — 7 місце досяг 17 вересня  1984, парну — 228 місце — 20 серпня 1984 року. Здобув 5 одиночних титулів. Найвищим досягненням на турнірах Великого шлему було 4 коло в одиночному розряді. Завершив кар'єру 1991 року.

## Фінали

### Одиночний розряд (5–4)
| Легенда (одиночний розряд) |
| Великий шлем (0)           |
| Tennis Masters Cup (0)     |
| Серія Мастерс ATP (1)      |
| Тур ATP (4)                |

| Результат | W-L | Дата     | Турнір                     | Покриття | Суперник         | Рахунок                 |
| --------- | --- | -------- | -------------------------- | -------- | ---------------- | ----------------------- |
| Поразка   | 0–1 | Вер 1983 | Бордо, Франція             | Ґрунт    | Пабло Аррая      | 5–7, 5–7                |
| Перемога  | 1–1 | Кві 1984 | Екс-ан-Прованс, Франція    | Ґрунт    | Фернандо Луна    | 6–4, 7–5                |
| Перемога  | 2–1 | Тра 1984 | Гамбург, Західна Німеччина | Ґрунт    | Генрік Сундстрем | 6–4, 2–6, 2–6, 6–4, 6–4 |
| Перемога  | 3–1 | Чер 1989 | Барі, Італія               | Ґрунт    | Мар'ян Вайда     | 4–6, 6–3, 6–4           |
| Поразка   | 3–2 | Сер 1989 | Сен-Венсан, Італія         | Ґрунт    | Франко Давін     | 2–6, 2–6                |
| Перемога  | 4–2 | Кві 1990 | Ніцца, Франція             | Ґрунт    | Гі Форже         | 2–6, 6–3, 6–4           |
| Перемога  | 5–2 | Тра 1990 | Гамбург, Західна Німеччина | Ґрунт    | Борис Бекер      | 6–1, 6–0, 7–6(9–7)      |
| Поразка   | 5–3 | Лип 1990 | Санремо, Італія            | Ґрунт    | Хорді Арресе     | 2–6, 2–6                |
| Поразка   | 5–4 | Вер 1990 | Палермо, Італія            | Ґрунт    | Франко Давін     | 1–6, 1–6                |